# Daisuke Sudo
Pour les articles homonymes, voir Sudo (homonymie).
Daisuke Sudo (須藤 大輔, Daisuke Sudo) est un footballeur japonais né le 25 avril 1977 à Yokohama.